# Yakhi
Yakhi (em persa: يخي, também romanizada como Yakhī) é uma aldeia do distrito rural de Jaber-e Ansar, no condado de Abdanan, da província de Ilam, Irã.